# Chiloglanis igamba
Chiloglanis igamba is een straalvinnige vissensoort uit de familie van de baardmeervallen (Mochokidae). De wetenschappelijke naam van de soort is voor het eerst geldig gepubliceerd in 2011 door Friel & Vigliotta.